# 黄門★じごく変
『黄門★じごく変』(こうもんじごくへん）は、中津賢也による日本の漫画。『週刊少年サンデー増刊号』（小学館）にて、1985年2月号から1986年3月号まで連載された。単行本は全2巻。

## あらすじ
いつも些細なことで喧嘩を始めてしまう高校生、安積覚と佐々木介三郎。教室でいつものように2人の喧嘩が始まると老教師の水戸先生が止めに入るが、覚が誤って5階の窓から蹴り落としてしまい、さらに介と覚まで落ちてしまい2人も死亡。2人が気が付くとそこは地獄だった。
大地獄王庁に送られる2人だったが、2人は入獄者名簿に載っていない忌むべき存在だった。閻魔大王の娘・蘭魔を人質に地獄からの脱出を図る2人の前に現れたのは、闘神・阿修羅王。前世が天竜鬼神衆の天王と竜王であった介と覚を、阿弥陀如来の命令により迎えに来たのだった。するとそこに、2人と共に地獄に落ちていた水戸先生を人質に、獄卒を引き連れた蘭魔が介と覚、阿修羅を抹殺するために現れる。覚が阿修羅から奪った修羅刀で蘭魔の夜魔刀と切り結んだ瞬間、修羅界のエネルギーと地獄界のエネルギーが交わり、地獄が現世に現れてしまう。突如野心を露わにした閻魔大王は蘭魔の捜索、人間2人と阿修羅の抹殺、夜魔刀の回収、そして人間界の制圧を地獄の各フロア責任者に命令する。
一方、下界に現れた阿弥陀如来は2人に、三千世界の秩序を乱そうとしている閻魔大王の退治を命じる。こうして、閻魔大王を倒し地獄と同化してしまった現世を元に戻すため、介と覚、水戸先生、そして一行の案内役となった蘭魔の旅が始まった。

## 登場人物

### 弥勒菩薩御一向
安積 覚（あさか かく）
本編の主人公。高校三年生。年齢は18歳くらい。血液型がB型のはずなのに全然マイペースではなく、粗暴で怒りっぽいのはおそらく前世の性格が強く出ているものと思われる。
乱暴な口調の上、短気ですぐに手が出るような性格。心根はやさしいが介三郎とは何かあるごとにケンカをし、現世においては2人が暴れると天変地異が起きる。
第1話冒頭にて校舎の5階から転落し死亡。地獄から脱出するべく大立ち回りを演ずるが、その結果、地獄を現世に呼び込んでしまう。
前世は天竜鬼神衆の竜王で、その因縁により常人とはかけ離れた力を持つ(普通人の10〜15倍、握力は700kgほど)。
主な武器は夜魔刀だったが太山に奪われ、その後は帝釈天から授かった折伏刀を使用。獄卒の刀や修羅刀も使用したことがある。
佐々木 介三郎（ささき すけさぶろう）
本編もう1人の主人公。年齢は18歳くらい。自分は常にかっこよくありたいと思っていたり、イヤミをぽろっともらしたりなど困った面がある。
何事にも思慮深いが基本的に神経質。
第1話冒頭にて5階から転落し死亡。覚と共に蘭魔を人質に現世へ脱出するべく行動する。
前世は天竜鬼神衆の天王で、その因縁により常人とはかけ離れた力を持つ(覚とほぼ同様)。ただし、覚醒時の能力はあきらかに竜王には劣るとのこと。
使用武器は阿修羅王より借り受けた修羅刀。
介三郎は女性の読者に人気が出るように作られた。しかし連載開始直後は覚に人気が集中して作者を困惑させた。だが単行本発売以降はその人気が逆転し、作者の思惑通りになった。
水戸 みつくに（みと みつくに）
私立大壊高等学校の教師。年齢67歳。
第1話冒頭で覚に蹴り飛ばされ、校舎の5階から転落して死亡。地獄においても2人の騒動に巻き込まれ、阿弥陀如来から2人の目付け役を任じられる。小柄で移動時は蘭魔に背負われる。
阿弥陀如来から数珠を授けられており、集中することで覚と介の首輪を絞めることができる。
前世の因縁は特にないが、将来は弥勒菩薩となる人物である。
蘭魔（らんま）
地獄の裁判官である閻魔大王の娘。年齢は17歳くらい。
覚と介の抹殺を閻魔大王から命じられるが、地獄が現世に出現し野望に囚われた閻魔のもとを離れ、覚達と行動を共にする。
フロア1の責任者である秦広は許婚で相思相愛だったが、1巻の巻末で作者はハッピーエンドにするかわからないと述べていた通り、秦広とのエピソードは放置される事となった。
阿修羅王（あしゅらおう）
本名は「羅睺羅 毘摩質多羅 阿修羅王」。
天竜鬼神衆を統べる将であり、竜王に次いで強いという設定。性別はなく男でも女でもない。
闘神としての力は封印を受け、現在は闘神を返上して仏法の守護神という地位についているが、いずれは天竜鬼神衆を再び集結させて闘神に返り咲くつもりでいる。戦闘には参加せず傍観するのが基本スタンスだが、必要に応じて戦うこともある。

### 天上界
阿弥陀如来（あみだにょらい）
西方浄土の主であり、三千世界の秩序を乱そうとする閻魔大王の討伐を覚と介に依頼する。
帝釈天（たいしゃくてん）
阿弥陀如来の配下で天竜鬼神衆を滅ぼした天軍の長。夜魔刀を失った覚に自身の武器である折伏刀を授けた。無類の女好きであり、阿修羅王をも口説こうとしている。

### 地獄界
フロア名はそれぞれ八大地獄の名が付けられている。
閻魔大王（えんまだいおう）
地獄界の支配者で身の丈は5メートルはある巨人。威厳を保つため顔は影に隠れていてハッキリとはわからない。第1話においてはお笑い芸人のようだったが、最終話で蘭魔に詫びた素顔は強面ではあるが父親らしいものだった。
元々は地獄の正義の裁判官の一人だったが、天竜鬼神衆が帝釈天に滅ぼされた直後に他の9人の王を配下にする。鬼神衆が人間として転生した直後に地獄界のエネルギーを込めた刀・夜魔刀を作っていた。そして介と覚が地獄に落とされ、地獄が現世に出現すると人間界の制圧を始める。地獄と人間界だけではなく、天界への侵攻も企て全ての世界の王となる野心を剥き出しにする。
実は三千世界に破をもたらす存在である鬼神衆に正義の心を植え付けて仏法の守護神へ取り込む「摂受の法（言い方を変えるとマッチポンプ）」の当て馬として操られていた。
秦広（しんこう）
フロア1「等活」の責任者。正義と慈悲の男だが閻魔の命令には逆らえず、人間に変装し覚と介を暗殺しようと待ち構えていた。蘭魔の許嫁。長髪。
初江（しょこう）
フロア2「黒縄」の責任者。相手の五感を奪う能力を持ち、介の視覚を一時的に奪う。覚の魂を小学校の同級生だった柳瀬愛美の魂と入れ替え、覚の肉体と蘭魔を人質にとる。瞬間移動で人を引き寄せる能力も持っている。水虫持ち。
宋帝（そうてい）
フロア3「衆合」の責任者。介に重傷を負わせ、再びやって来た介を完膚なきまでに叩きのめすが、それが天王への覚醒を促してしまう。タレ目。
五官（ごかん）
フロア4「叫喚」の責任者。戦いを経て強くなった介と覚に瞬殺される。ヒゲあり。
変成（へんせい）
フロア5「大叫喚」の責任者。9人の責任者の紅一点。人の意志の暗い部分をエネルギーにする鬼神衆である介と覚を軽くあしらう。下着は地獄の物は具合が悪いため人間界の物を着用。髪が逆立っている。
太山（たいざん）
フロア6「焦熱」の責任者。介と覚の力を恐れ、コソコソと逃亡しようとして閻魔に捕まるが、閻魔に次ぐ地位を約束され夜魔刀の奪取に向かう現金な男。戦う力は最弱に等しいもの結果的には夜魔刀を奪取する事に成功。ある意味覚達と痛みわけた。肌が黒い。
平等（びょうどう）
フロア7「大焦熱」の責任者。抜け穴から逃げようとしていたところを発見され、折伏刀の一振りで瞬殺される。ひも掛け型のサングラスを着用。モデルはサンプラザ中野。
都市（とし）
フロア8「阿鼻」Aブロックの責任者。覚の折伏刀で一刀両断される。両腕に籠手らしきものをつけている。かなり頑丈で介の打ち込みは防げていたが、覚によって受けようとした籠手ごと一刀両断される。
五道転輪（ごどうてんりん）
フロア8「阿鼻」Bブロックの責任者。閻魔から下された現世制圧命令に逆らい、山の頂上で磔にされる。閻魔が乱心に至った経緯を一行に語った後に覚の介錯を受ける。口髭と顎髭あり。

### 人間界
島津 弥七（しまづ やしち）
フロア3「衆合」別所・無彼岸受苦処で家族を守るために獄卒狩りを行なっている。前世は天竜鬼神衆の夜叉王で、その因縁により常人とはかけ離れた力を持つ。人を見ると正体が判る特殊能力をもっている。
本性に覚醒していない状態の介・覚とはほぼ互角だが、竜王天王ほど強くないとは本人の弁。阿修羅・覚・介に弥七を加えても鬼神衆はあと4人いたが、阿修羅によると人間に転生したことで闘争本能が理性に包み込まれた結果、鬼神ではなくなってしまったとのこと。また、家族と言っても養い親で覚・介と同じく血縁者はいない身の上（曰く「鬼神としての前世からくる業」）。
また、このキャラクターは『徳川生徒会』の主人公として流用されている。

## 書誌情報
- 中津賢也 『黄門★じごく変』 小学館 〈少年サンデーコミックス〉 全2巻
  1. 1986年1月18日発売 ISBN 4-09-121421-5
  2. 1986年6月18日発売 ISBN 4-09-121422-3

- MF文庫 メディアファクトリー 全1巻 2002年6月1日発行 ISBN 4840105839